# Конвой №6192
Конвой № 6192 (червень) — японський конвой часів Другої світової війни, проведення якого відбувалось у травні 1943-го.
Вихідним пунктом конвою був атол Кваджелейн, на якому була головна японська база на Маршаллових островах. Пунктом призначення став атол Трук у центральній частині Каролінських островів, де ще до війни створили головну базу японського ВМФ у Океанії, звідки до лютого 1944-го провадились операції в цілому ряді архіпелагів.
До складу конвою увійшли транспорти «Хійоши-Мару» (Hiyoshi Maru) та «Асаяма-Мару» (також відоме як «Чозан-Мару» (Chozan Maru)), тоді як охорону забезпечував тральщик W-8.
19 травня 1943-го загін полишив Кваджелейн та попрямував на захід. Хоча поблизу вихідного та особливо кінцевого пунктів маршруту традиційно діяли американські підводні човни, проходження конвою № 6192 пройшло без інцидентів і 22 червня він прибув на Трук.